# Sprzęg śrubowy

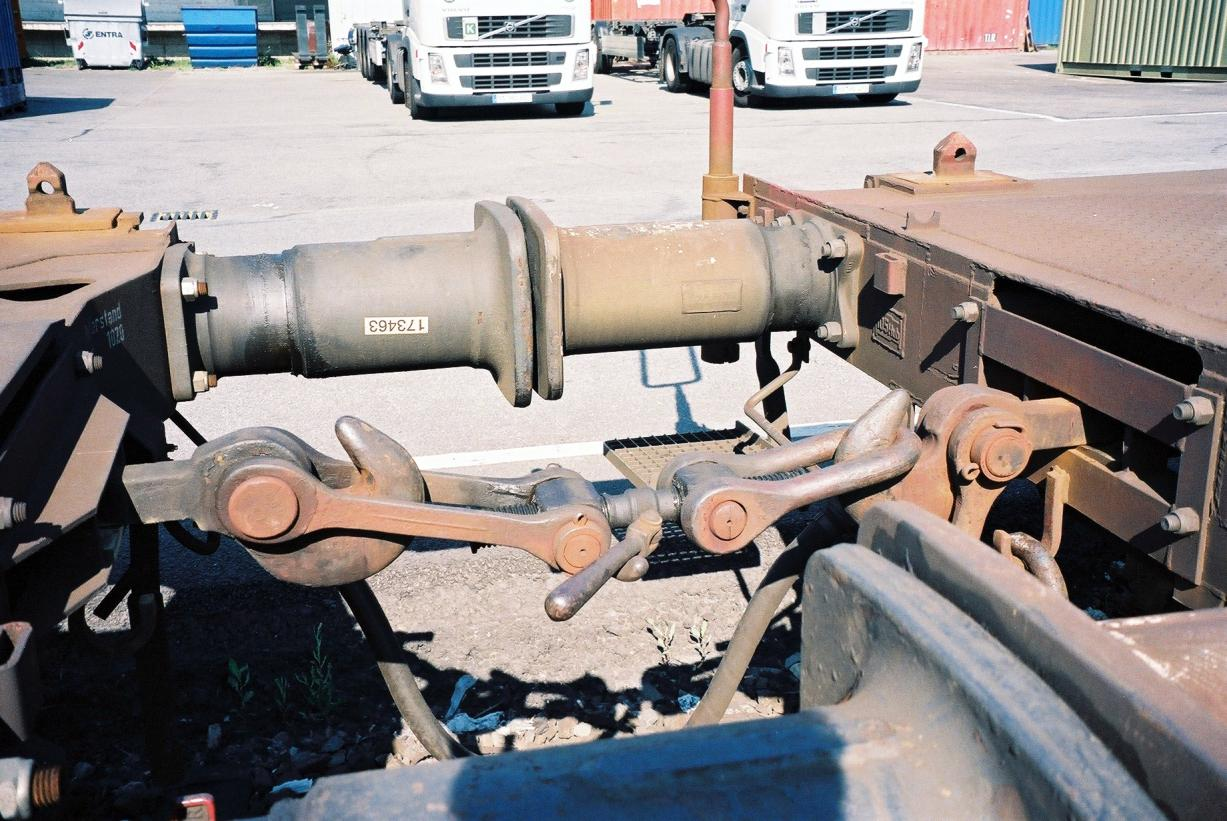
Sprzęg śrubowy

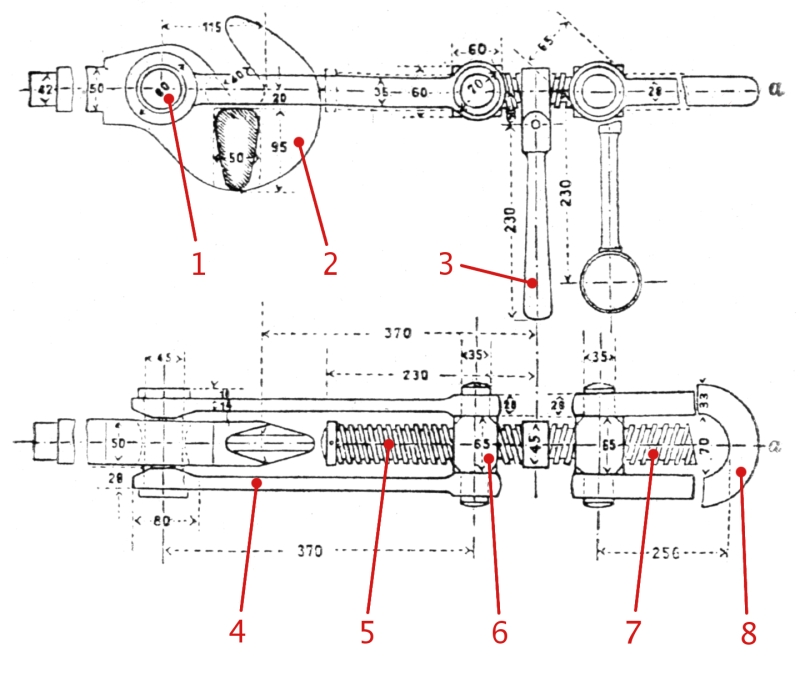
Budowa sprzęgu śrubowego:
1) sworzeń, 2) hak, 3) rękojeść śruby, 4) łubek, 5) gwint prawy, 6) nakrętka sprzęgu, 7) gwint lewy, 8) pałąk (ucho).

Sprzęg śrubowy – urządzenie łączące pojazdy szynowe.
Sprzęg śrubowy składa się z haka oraz przymocowanego do niego za pomocą łubek i śruby rzymskiej ucha (pałąka). Przy sprzęgnięciu wykorzystuje się ucho jednego sprzęgu, drugie, niewykorzystane, jest zawieszone na specjalnym haku.
Sprzęgnięcie polega na ręcznym zaczepieniu ucha o hak i – następnie – również ręcznym skróceniu zespołu ucha do wymaganej długości, przez pokręcanie śrubą rzymską. Przy połączeniu wagonów towarowych zazwyczaj stosuje się połączenia „dłuższe”, co ułatwia rozruch pociągu – lokomotywa wprawia w ruch kolejno ciężkie wagony w granicach luzu sprzęgu. Przy łączeniu wagonów pasażerskich „krótsze” – spokojniejszy bieg pociągu, brak szarpania; ten rodzaj sprzęgania wykonuje się w taki sposób, że po zbliżeniu pojazdów, z których część jest zahamowana, następuje dociśnięcie lokomotywą zderzaków i wtedy odbywa się odpowiednie skrócenie śruby rzymskiej. Przy dociśniętych obydwu pojazdach skręca się śrubę rzymską do końca.
Wytrzymałość sprzęgu jest ograniczona masą zespołu ucha, która musi być możliwa do udźwignięcia przez sprzęgacza.
Sprzęg nie zapewnia łączenia przewodów elektrycznych ani pneumatycznych przewodów hamulcowych.
W zamierzeniu łubki, jako element najtańszy, powinny pełnić rolę bezpiecznika i w przypadku przeciążenia jako pierwsze ulec zerwaniu; w praktyce nie zawsze ma to miejsce.
Ze względu na konieczność wejścia między pojazdy (nawet w czasie trudnych warunków atmosferycznych, np. oblodzenia), sprzęganie sprzęgu śrubowego jest najniebezpieczniejszą czynnością podczas normalnej eksploatacji kolei. Pracownik musi wejść pod zderzakami pomiędzy pojazdy szynowe, co jest także czynnością brudną i niewygodną, następnie podnieść ucho sprzęgu, którego masa wynosi około 30 kg, i nałożyć go na hak. Zależnie od rodzaju sprzęgnięcia musi on również połączyć przewody pneumatyczne i elektryczne (w pewnych wypadkach mogą nie być wymagane) oraz skrócić sprzęg przez pokręcenie śrubą rzymską. Wypadki zdarzające się podczas wykonywania tych czynności są z reguły bardzo ciężkie lub śmiertelne. Jest to największa wada sprzęgu śrubowego.
W celu zagwarantowania osobie sprzęgającej miejsca na wykonanie tej czynności, konstrukcja pojazdów szynowych musi zapewniać zachowanie tzw. prostokąta berneńskiego, tj. miejsca pomiędzy zderzakiem a sprzęgiem o odpowiedniej wysokości, w której nie może znajdować się żaden wystający element.
W Europie, Azji Mniejszej i Afryce ugruntowało się standardowe umieszczenie zderzaków i haka pociągowego pojazdów szynowych, co zapewnia kompatybilność pomiędzy pojazdami przedsiębiorstw kolejowych w różnych krajach. Ta standaryzacja doprowadziła do wprowadzenia sprzęgu śrubowego, który do dziś jest powszechnie stosowany w kolejnictwie na wymienionych kontynentach. Zmiana tego standardu jest nie do przewidzenia w najbliższej przyszłości, gdyż wymagałaby ona międzynarodowych uzgodnień i międzynarodowej koordynacji.
Opracowywane są różne modyfikacje sprzęgu śrubowego, np. doposażenie standardowego sprzęgu śrubowego lokomotywy w urządzenie, które pozwala na półautomatyczne podniesienie samego sprzęgu i zaczepienie go na haku wagonu; urządzenie to składa się z prowadnicy oraz dwóch siłowników pneumatycznych, a obsługa urządzenia następuje z panelu umieszczonego w dowolnym punkcie lokomotywy lub radiowo.